# Salomin
Salomin – wieś w Polsce położona w województwie lubelskim, w powiecie kraśnickim, w gminie Gościeradów.
Wieś nie posiada własnego źródła wody, mówi się, że jest najbardziej suchym miejscem w Polsce. Wodę czerpano w przeszłości z 3 studni o głębokości około 30 do 60 m. Obecnie działający wodociąg, podaje wodę z Kolonii Gościeradów odległej o ok. 3 km.
W latach 1975–1998 miejscowość administracyjnie należała do województwa tarnobrzeskiego.
Wieś stanowi sołectwo gminy Gościeradów. Według Narodowego Spisu Powszechnego (III 2011 r.) wieś liczyła 362 mieszkańców. 